# Creatures of the Night (пісня Hardwell та Остіна Махона)
«Creatures of the Night» (укр. Нічні Істоти) — пісня нідерландського ді-джея Hardwell та американського поп-співака Остіна Махона. Пісня була випущена власним лейблом Hardwell — Revealed Recordings. Hardwell презентував пісню на фестивалі Ultra Music Festival у березні 2017 року в Маямі.

## Опис
8 березня 2017 року Hardwell повідомив про випуск пісні у Твіттері. Digital Journal оцінив цю пісню як оптимістичну та шевково-гладкий літній гімн з краплею вражень та захоплюючими мелодіями. За даними Nielsen Music, у США було придбано передано 582000 копій пісні та завантажено понад 2000 разів станом на 18 травня, за тиждень після випуску.

## Чарти
| Чарт (2017)                                  | Найвища позиція |
| -------------------------------------------- | --------------- |
| Нідерланди (Dutch Top 40)                    | 30              |
| Нідерланди (Mega Single Top 100)             | 99              |
| США (Hot Dance Club Songs) (Billboard)       | 1               |
| США (Hot Dance/Electronic Songs) (Billboard) | 29              |